# Pedro Palacios y Sojo
Pedro Ramón Palacios de Aguirre y Ariztía-Sojo y Gil de Arratia o simplemente como Pedro Palacios y Sojo (Hacienda Santa Cruz, Guatire, Virreinato de Nueva Granada, 17 de enero de 1739 - Chacao, Caracas, Capitanía General de Venezuela julio 1799) fue un sacerdote y maestro de música. 
Conocido en la historiografía venezolana como el Padre Sojo.

## Biografía
Era hijo de Feliciano Palacios de Aguirre y Ariztía-Sojo y Gedler y de su esposa Isabel María Gil de Arratia y Aguirre-Villela, bisabuelos por línea materna del Simón Bolívar, por lo que el Padre Sojo era tío abuelo del Libertador. Nació en la Hacienda Santa Cruz, en Guatire, propiedad de la familia Palacios Gedler.
Pedro Ramón Palacios estudió en el Seminario de Caracas y fue ordenado sacerdote en 1762. Después de su regreso de un viaje a Europa, en 1769 fundó el Oratorio San Felipe Neri, que se dedicó al cultivo de la música sacra. Alrededor de 1784 fundó una Escuela de Música en una de sus propiedades en el pequeño pueblo de Municipio Chacao, cercano a Caracas. En esta escuela estudiaron músicos de gran significación en Venezuela a fines del siglo XVIII y principios del XIX como José Ángel Lamas, Juan José Landaeta (quien será el autor de la música del Himno Nacional de Venezuela), Cayetano Carreño, José Antonio Caro de Boesi, Lino Gallardo, entre otros. La escuela era dirigida por él y por Juan Manuel Olivares. Por ello se considera al Padre Sojo como el que dio inicio a los estudios musicales en Venezuela.
El padre Sojo fue el destinatario de la primera carta conocida de Simón Bolívar, escrita el 20 de marzo de 1799, en Veracruz (Virreinato de Nueva España).